# Trident Seafoods
Trident Seafoods er en multinational amerikansk fiskeri- og fiskekoncern med hovedkvarter i Seattle. I 2024 havde de 9.000 ansatte og omsatte for 2,5 mia. US $.
Trident fanger de fleste af sine fisk og skaldyr i Alaska. De køber råvarer hos ca. 1.400 uafhængigt ejede fiskefartøjer, men selskabet har også egen flåde. Den flåde består af: Tre større fiskerifartøjer, 12 mellemstore fiskerifartøjer, tre mindre fiskerifartøjer, seks salgsskibe og to fragtskibe. Trident Seafoods har 12 fiskeforarbejdningsfabrikker i Alaska og fabrikker over hele USA.
Trident sælger sine varer frosne, ferske, røgede, som konserves, osv. i over 55 lande.

## Historie
Virksomheden blev etableret af Chuck Bundrant i 1973. I 1986 fusionerede virksoheden med ConAgra's Northwest Pacific seafood enhed, behold Trident-navnet og ConAgra holding fik 45 % i det nye selskab. I 1995 solgte ConAgra det meste af sin ejerandel til Trident's oprindelige private ejere.